# Diputació Provincial d'Oviedo
La Diputació Provincial d'Oviedo (en asturlleonès: Diputación Provincial d'Uviéu) va ser una institució de l'antiga província d'Uviéu (corresponent al territori actual d'Astúries) creada a partir de la Divisió Territorial d'Espanya de 1833 i que va durar del 1835 al 1982.
Després de l'aprovació de l'Estatut d'Autonomia l'any 1981, la Diputació Provincial va desaparèixer per a deixar pas a la Junta General del Principat d'Astúries (Xunta Xeneral del Principáu d'Asturies). L'edifici que n'és la seu va ser fundat el 1910 i va ser dissenyat per l'arquitecte provincial Nicolás García Rivero y Brieva. L'edifici va ser erigit en un terreny que abans era ocupat per l'església i pel convent de Sant Francesc.

## Història
La Diputació Provincial va ser creada l'any 1835 com a conseqüència de la reorganització territorial d'Espanya en províncies. A l'època era l'exèrcit l'organització competent en matèria d'obres públiques, educació, beneficència, a la vegada que feia d'intermediari entre els municipis i l'Estat.

## Presidents
- Ramón González Peña (1933-1934)